# Куниче
Куни́че — село в Україні, у Крижопільській селищній громаді Тульчинського району Вінницької області. У межах селищної громади належить до Соколівського старостинського округу. До 2020 року входило до складу Крижопільського району Вінницької області та підпорядковувалося Куницькій сільській раді. За даними на 2024 рік, населення села становило 415 жителів.
Перша письмова згадка про Куниче датується 1392 роком. У XVI—XVII століттях Куниче мало статус міста (містечка) й у різний час належало шляхетським родинам Куницьких, Копієвських, Пісочинських, Калиновських і Конецпольських. У місті існував укріплений замок (замочок). У період Хмельниччини Куниче входило до Тиманівської сотні Брацлавського полку Війська Запорозького. У 1674 році місто було захоплене та зруйноване кримським військом під час походу Мехмеда IV до Умані. За переказом, містяни, які залишилися живими, почали селитись на південний схід від міста й поклали початок теперішньому селу.
У XIX та на початку XX століття Куниче перебувало в складі Савинецької волості Брацлавського повіту Подільської губернії Російської імперії й у власності спочатку родини Потоцьких, а з 1842 року — Бжозовських. В Українській РСР Куниче було включено до Крижопільського району, який входив спочатку до Тульчинської округи (1923—1930) та згодом до Вінницької області (з 1932 року). Під час Другої світової війни Куниче входило до румунської зони окупації з тимчасовою румунською цивільною управою — губернаторства Трансністрія (1941—1944).

## Географія

### Розташування
Куниче розташоване в північній частині колишнього Крижопільського району Вінницької області, у межах південної частини Волино-Подільської височини. Межує із селами Шарапанівка (на заході), Соколівка (на півдні), Китайгород (на сході) та Ілляшівка (на півночі). Площа населеного пункту станом на 2024 рік становила 3,42 км² (342 га).
За даними на 1972 рік, Куниче було розташоване за 25 км від районного центру та залізничної станції Крижопіль. За даними на 1905 рік, Куниче знаходилося за 49 верст від повітового міста Брацлав і за 7 верст від волосного правління в Савинцях; найближча поштова станція була у Верхівці (за 14 верст), земська станція — у Тростянці (за 19 верст), залізнична станція — у Вапнярці (за 15 верст).
Через село протікає річка Бережанка або Берладинка, притока Дохни. Станом на 1901 рік Куниче описувалося як село, розташоване по обох берегах річки Дохни, притоки Південного Бугу, у горбистій місцевості зі сприятливим кліматом і ґрунтами, зручними для заняття хліборобством.

### Природні умови
Місцевість хвилясто-горбиста. На кристалічних масивах залягають осадові породи, зокрема пористі, або суглинки. Ґрунти переважно сірі, світло-сірі та суглинкові. Клімат помірно континентальний. Середня температура липня становить від +20 до +23 °C, січня — від −4 до −8 °C. Зими м'які з частими коливаннями температур. Переважають західні та південно-західні вітри, що приносять вологу. Річна норма опадів — близько 450 мм.
Куниче розташоване в підзоні лісостепу. Клімат і ґрунти сприяють розвитку сільського господарства — вирощуванню зернових (пшениця, кукурудза), технічних (цукровий буряк, соняшник) та овочевих культур, розведенню садів. Розвинуте також тваринництво (велика рогата худоба, вівці, свині, птахоферма).

## Назва

### Назва села
Походження назви Куниче невідоме. За однією з версій, назва походить від куниць — тварин, на яких могли полювати місцеві жителі в давнину. Назва «куниця» («куничне») також використовувалася на українських землях в XV—XVI століттях на позначення податків, що сплачувалися первісно в натуральній формі (хутром), а згодом — у грошовій формі. У 2-й половині XVI століття Куниче належало шляхетській родині Куницьких, яка, за однією з версій, отримала від нього прізвище.
Окрім села Куниче, існує чимала кількість українських географічних назв з основою «куни», зокрема літописне місто Куниль у Волинській землі, сучасні населені пункти — Кунів і Кунча в Хмельницькій, Куничі в Івано-Франківській, Куна у Вінницькій, Кунин у Львівській, Кунашівка в Чернігівській, Куньє в Харківській областях, річки — Кунка в басейні Південного Бугу та Куннє в басейні Сіверського Дінця.

### Мікротопоніми
Деякі мікротопоніми Куничого:
- Мармурівка — вулиця, що вела до озера.
- Бегарівка — вулиця за ставком.
- Штанина — вулиця, що приєднувалася до Бегарівки.
- Захарівка — вулиця за ставком, від імені першого поселенця діда Захара.

## Адміністративна належність
У результаті адміністративно-територіальної реформи в Україні у 2020 році село Куниче увійшло до Крижопільської селищної громади в складі Тульчинського району Вінницької області. У 2021 році Куниче також увійшло до Соколівського старостинського округу з центром у селі Соколівка, створеного в межах Крижопільської селищної громади.

### Історичні дані
Про поселення у XVII столітті:
- До 1648 року Куниче було у складі Брацлавського воєводства Польського королівства[6].
- У ході Великого повстання 1648 року Куниче увійшло до української держави в складі Тиманівської сотні Брацлавського полку. Тут було створено Куницький курінь (Корничє [sic])[6][16].
- Унаслідок Білоцерківської україно-польської угоди 1651 року Куниче разом з усім Брацлавським полком відійшло до Польського королівства, але 1652 року всі ці землі були знову повернені до складу української держави[6].
- Після припинення існування української держави Куниче разом з іншими поселеннями колишнього Брацлавського полку на підставі Журавненської польсько-турецької угоди 1676 року увійшло до складу Турецького цісарства[6].

Про поселення з XVIII століття:
- У Російській імперії станом на 1885—1917 роки Куниче належало до Савинецької волості Брацлавського повіту Подільської губернії[5][17][18].
- 7 (20) листопада 1917 року, відповідно до Третього Універсалу Української Центральної Ради, увійшло до складу Української Народної Республіки[19].
- В Українській СРР Куниче увійшло до Крижопільського району[18], створеного в 1923 році при встановленні нового адміністративно-територіального поділу Поділля. Крижопільський район з 1923 до 1930 року входив до Тульчинської округи[20], у червні 1930 року був приєднаний до Вінницької округи[21], у вересні переведений у пряме підпорядкування Української СРР[22] та з 1932 року включений до складу новоствореної Вінницької області[23].
- Під час румунської окупації (1941—1944) Куниче (Cunicie) у складі Крижопільського району (Raionul Crijopol) було включено до Жугастрівського повіту (Județul Jugastru) губернаторства Трансністрія[24], що знаходилося під тимчасовою румунською цивільною управою.
- Станом на 1946 рік та в подальший період до 2020 року Куниче залишалося в складі Крижопільського району Вінницької області — спочатку в межах Української РСР, з 1991 року — незалежної України. У цей час Куниче було центром Куницької сільської ради[25][26].

## Історія

### Стародавні поселення
Поблизу села Куниче виявлено 2 поселення епохи бронзи (2-ге тисячоліття до н. е.), 1 слов'янське городище (IX—XI століття) та 2 поселення періоду Київської Русі (Х—ХІІІ століття), що включені до переліку пам'яток археології місцевого значення Вінницької області.

### Місто Куниче

#### Перші згадки
- Пашко Васневич (на 1392 рік)
- Шембор (Шелибор) (на 1448 рік)
- Куницькі (2-га половина XVI століття)
- Копієвські (Копіївські)

- Богдан Копієвський (на 1616 рік)
- Анастасія (Настасія) Лесевичівна Богданова Копієвська (на 1620 рік)
- Миколай Копієвський (на 1625 рік)

- Олександр Пісочинський (на 1625 рік)
- Калиновські

- Адам Калиновський (на 1628—1635 роки)
- Мартин Калиновський (гетьман) (на 1639 рік)

- Конецпольські

- Станіслав Конецпольський (на 1642 рік)
- Станіслав Ян Конецпольський (на 1664—1676 роки)

У 1392 році Куниче на Бершаді згадується в грамоті князя Федора Коріятовича як одне з семи сіл Брацлавської волості, переданих у спадкове володіння його слузі Пашку Васневичу. У записі Литовської метрики, що датується 1448 роком, вказується, що за правління короля Казимира IV Куниче (Куничное) було пожалуване Шембору (Шелибору). Від середини XVI століття Куниче в складі так званого Куницького ґрунту разом із Козіми Хребтами (селом Козинці) належало шляхетській родині Куницьких, яка, за однією з версій, й отримала від нього прізвище.
Станом на 1616 рік власником Куничого був Богдан Копієвський (Копіївський), брацлавський скарбник. Після його смерті маєток успадкував його син Миколай, але деякий час фактичною власницею була його мати Анастасія Лесевичівна. У 1620 році проти неї було подано скаргу до вінницького гродського суду, в якій заявлялося про здійснений за її наказом грабіжницький напад підданих із села Куничого на поташний буд Марка Калмановича, розташований на Тимонівському ґрунті (нині село Тиманівка) у верхів'ї річки Тростянець.
У березні 1625 року вінницький і брацлавський староста Адам Калиновський склав екзекуторіальний лист (виконавчий документ) про ув'язання (введення) Олександра Пісочинського у володіння половиною містечка Куниче, що була до того власністю Миколая Копієвського. У червні того ж року Миколай Копієвський подав скаргу до вінницького гродського суду проти Олександра Пісочинського, звинувативши його в організації збройного нападу на свій замочок у Куничому та побиття його самого. У документах згадуються лісові промисли з видобування попелу (виробництва поташу) поблизу Куничого, що належали Пісочинському.
У 1628 році Миколай Копієвський продав Куниче Адамові Калиновському, однак залишався на правах тимчасового державці. Згодом Куниче згадується в подимному реєстрі маєтків Адама Калиновського 1635 року та після його смерті в списку маєтків його брата Мартина Калиновського 1639 року. Право власності на Куниче тривалий час оскаржувалося сестрою Миколая Копієвського Регіною, але в 1642 року вона продала свої права на ці землі Станіславу Конецпольському, який раніше порозумівся із Калиновськими та включив Куниче до своєї брацлавської латифундії.
До 1648 року Куниче перебувало в складі Брацлавського воєводства Польського королівства. На карті Брацлавського воєводства Гійома де Боплана середини XVII століття Куниче позначено як слободу Куниче (Kunicze), поруч також позначено ліс Куниче (Kunicze Las), через який проходив Кучманський шлях, один із так званих татарських торгово-воєнних шляхів, що поєднували Дике Поле з лісостеповою частиною України.

#### Хмельниччина

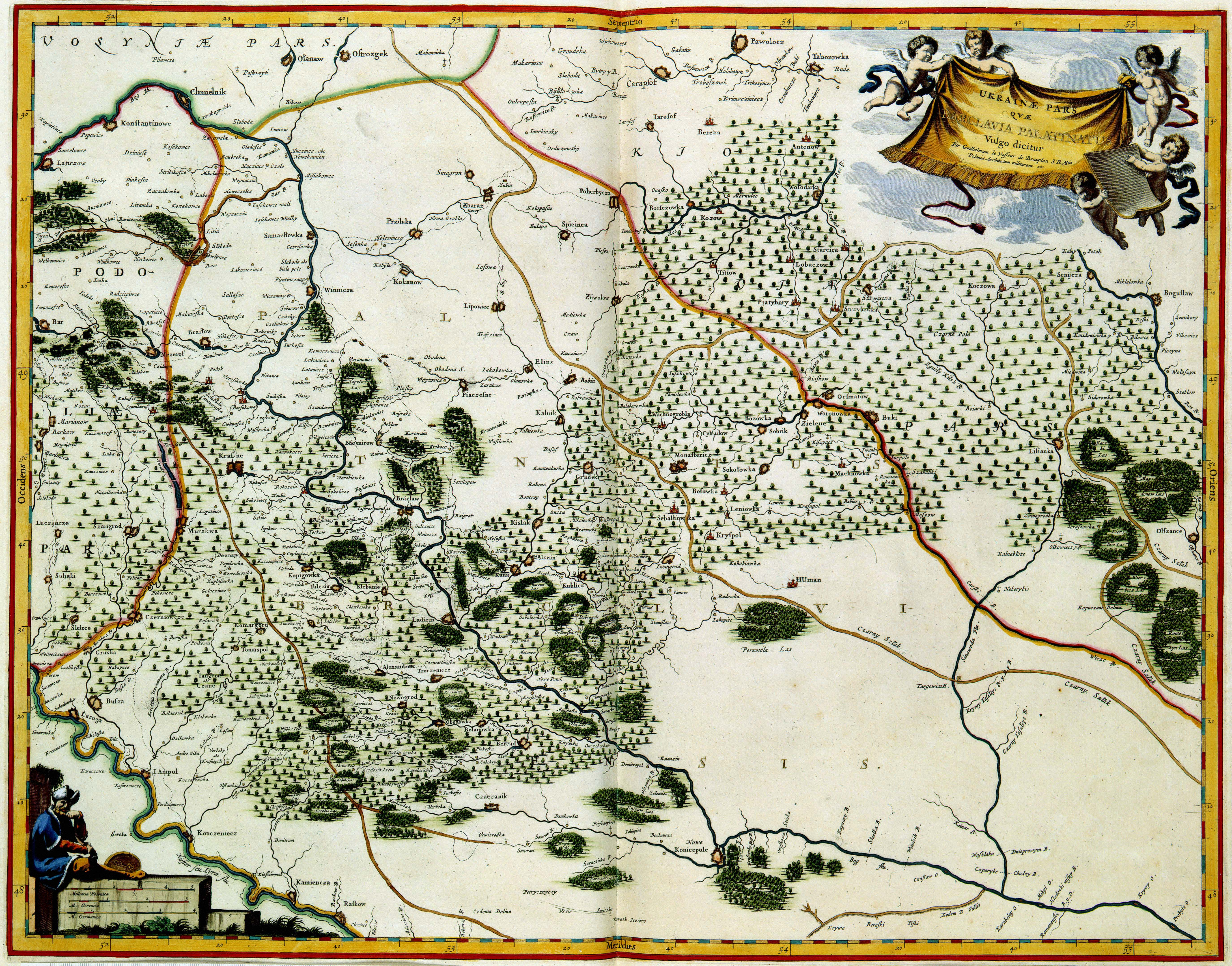
Карта Брацлавського воєводства Гійома де Боплана, у лівій нижній частині якої позначено слободу Куниче (Kunicze) та ліс Куниче (Kunicze Las)

У ході Великого повстання 1648 року Куниче увійшло до української держави в складі Тиманівської сотні Брацлавського полку. Тут було створено Куницький курінь (Корничє), отаманом якого 1649 року був Пилип Старий. Унаслідок Білоцерківської україно-польської угоди 1651 року Куниче разом з усім Брацлавським полком відійшло до Польського королівства, але 1652 року всі ці землі були знову повернені до складу української держави.
У січні 1654 року Куниче згадувалося серед 19 міст (містечок) Брацлавського полку, населення яких склало присягу на вірність російському цареві. У реєстрі подимного податку 1664 року Куниче згадано як маєток сандомирського воєводича пана Конецпольського, якому також належали Олександрівка, Соколівка та Верхівка.

#### Штурм 1674 року
У 1674 році Куниче опинилося в руках заколотників, очолюваних Михайлом Зеленським та брацлавським полковником Павлом Лисицею, котрі виступили проти уряду гетьмана Петра Дорошенка, який змушений був звернутися по допомогу до турецького уряду. Під час походу 1674 року Мехмеда IV до Умані Куниче здобуло кримське військо. Згадки про це лишилися в козацьких літописах Самовидця та Величка, зокрема у «Літописі Самовидця» про це пишеться: «… місто Куниче, в котрім кілька городів зійшлося було, і там турків побито, але поганин не відступив — аж приступом узяли і усіх вистинали».
Спогад про узяття Куничого також лишився в записці очевидця походу з турецького боку Пєтра Татарінова, який свідчив, що Стіну й Куниче «турки взяли приступом, а козаки бились из тех городков, не щадя голов своих. И побито турков под Стеною и под Куничем тысячы з двє и многажды де турки казаков в тех городках уговаривали, чтоб они здались им добровольно… И как де турки те городки приступом взяли, и жителей всех з женами и з детми высекли». Микола Крикун на підставі відомих джерел зазначав, що приписування туркам узяття Куничого було помилковим і Куниче було здобуто саме військом кримського хана Селіма Ґерая.

#### Після 1674 року
Після припинення існування української держави Куниче разом з іншими поселеннями колишнього Брацлавського полку на підставі Журавненської польсько-турецької угоди 1676 року увійшло до складу Турецького цісарства. Надалі Куниче згадується в переліку маєтків коронного обозного Станіслава Конецпольського, складеному в 1676—1679 роках. За переказом, містяни, які залишилися живими після штурму 1674 року, почали селитись на південний схід від міста й поклали початок теперішньому селу Куниче; на місці давнього міста збереглася лише «Рублена криниця», що за легендою розташовувалася на колишній центральній площі, де колись стояли чотири церкви.

### Село з XVIII століття

#### У складі Речі Посполитої
У XVIII столітті Куниче в складі Брацлавського воєводства входило до Савинецького ключа, що належав Теодору Потоцькому (разом із Савинцями, Цибулівкою, Китайгородом та Козинцями).

#### У складі Російської імперії
- Потоцькі

- Теодор Потоцький
- Станіслав Щенсний Потоцький
- Болеслав Потоцький (I половина XIX століття)

- Бжозовські

- Зенон Бжозовський (з 1842 року)
- Карл Бжозовський (на 1898—1905 роки)

У першій половині XIX століття Куниче входило до Тростянецького ключа, власником якого був Болеслав Потоцький (що успадкував його від батька, Станіслава Щенсного Потоцького). У 1839 році на місці старої церкви в Куничому коштом графа Потоцького та парафіян було збудовано новий дерев'яний храм. У 1842 році Болеслав Потоцький продав Куниче Зенону Бжозовському (разом із селами Китайгород, Савинці, Козинці та Цибулівка).
У квітні 1861 року селяни села Куниче разом із жителями сусідніх сіл — Китайгорода, Савинців, Козинців і Жабокрича — виступили проти поміщика Зенона Бжозовського, відмовившись виконувати панщину та інші повинності, передбачені селянською реформою («Положенням» від 19 лютого). Виступ був придушений введеними військами.
З 1864 року в селі діяла трикласна церковнопарафіяльна школа, яка містилася в селянській хаті з однією класною кімнатою, квартирою вчителя і коридором. Селяни Куничого, серед яких лишалося багато безземельних, працювали на будівництві залізниці в Крижопіль, що розпочалось у 1866 році, і цукроварні в Соколівці, збудованої в 1874 році. За даними на 1883 рік, у Куничому було 1174 десятини селянської землі, а панської — до 5000 десятин разом із Китайгородом, Савинцями, Козинцями й Цибулівкою. Власником села залишався Зенон Бжозовський.
Станом на 1898—1905 роки Куниче належало сину Зенона Бжозовського Карлу Бжозовському, який проживав у селі Соколівці. Загальна площа земель у маєтку Куничого станом на 1898 рік складала 1435 десятин 1906 сажнів, зокрема: садибної землі — 10 десятин 833 сажні, орної — 520 десятин 44 сажні, лісу — 815 десятин 1072 сажні та непридатної — 87 десятин 2357 сажнів. Маєток перебував в управлінні, представником маєтку був управитель Володимир Каменецький. За даними на 1905 рік, у селі був водяний млин. 1905 року селяни відмовилися працювати на пана, захопили поміщицьку землю. У 1910 році був збудований шкільний будинок на 3 класних кімнати.

#### Визвольні змагання
Див. також: Крижопіль § Визвольні змагання, Бої за Вапнярку (1919), Бої за станцію Крижопіль (1920)
У 1919—1920 роках на території залізничних станцій Вапнярка (за 15 верст від Куничого) та Крижопіль (за 16 верст) та на навколишніх землях відбувалися бойові дії між союзницькими військами УНР і Галицької армії та військами РСЧА і ЗСПР. Зокрема, 1 травня 1920 року, напередодні наступу на станцію Вапнярка наприкінці Першого зимового походу, у Куничому та Шарапанівці розташовувалася Київська дивізія та 3-й кінний Залізний полк Армії УНР. Станом на початок травня 1920 року фронт Куниче — Шарапанівка — Марківка — Містківка (нині Городківка) з боку РСЧА займала 60-та стрілецька дивізія 14-ї армії.

#### Перший радянський період
У 1923 році в селі було збудовано клуб, будівництво якого почалося ще в 1910 році. При клубі було відкрито хату-читальню. Також в 1923 році був створений комітет незаможників. В 1925 році селянські господарства було об'єднано в союзи спільного обробітку землі (СОЗ) — їх було кілька, зокрема був СОЗ імені Шевченка на території Бегарівки. В 1928 році в селі було створено партійний осередок Комуністичної партії.
В 1930 році було створено колективне господарство (колгосп), якому в 1933 році було присвоєно назву «Жовтнева революція». У ході розкуркулення в одному господарстві було вилучено водяний і вітряний млини, у кількох інших — 19 гектарів землі, що були передані до колгоспу; власників було вислано із села. В 1932 році було організовано машинно-тракторну станцію (МТС), якій колгосп передав 2 двигуни та 3 молотарки.
У травні 1932 року в спецповідомленні Вінницького обласного відділу Державного політичного управління (ДПУ) зазначалося, що селяни Куничого разом із жителями інших сіл брали участь у виступі-набізі на радгосп села Шарапанівка, що закінчився збройним зіткненням з охороною. За спогадами, під час Голодомору 1932—1933 років у Куничому харчувалися лободою і мерзлою картоплею, також згадувався випадок людоїдства.

#### Друга світова війна
Під час Другої світової війни, з 23 липня 1941 року, Куниче було окуповано румунськими військами (гірським корпусом 3-ї румунської армії) та згодом включено в губернаторство Трансністрія, що знаходилося під тимчасовою румунською цивільною управою. 16 березня 1944 року Куниче було зайняте радянськими військами (303-ю стрілецькою дивізією 73-го стрілецького корпусу 52-ї армії 2-го Українського фронту). Доросле чоловіче населення села було мобілізовано та воювало в складі 252-ї стрілецької дивізії, що брала участь у Яссько-Кишинівській операції та боях на території Угорщини, Австрії та Чехословаччини.
Серед учасників бойових дій з-поміж мешканців села були Григоренко Павло Кузьмич, Гнатенко Арсен Семенович, Херсун Тарас Васильович, Коломійчук Яків Терентійович, Зеленчук Іван Андронович, Довганюк Іван Тимофійович, Козак Гнат Маркович, Олійник Василь Леонтійович, Херсун Арсен Тодосійович, Вихристюк Йосип Тодотович, Херсун Демид Степанович та інші. Серед мобілізованих був Іван Швець, який був ув'язнений до концтабору Бухенвальд і звільнений під час наступу радянських військ.

#### Другий радянський період
У перші повоєнні роки в колгоспі була одна молотарка, хліб молотили ціпами. В 1948 році було закуплено 2 трактори ХТЗ і одну машину «полуторку» (1,5 т). У колгоспі було створено 7 бригад і 49 ланок, побудовано зерносховище та 6 типових тваринницьких приміщень. Надалі кількість техніки зростала: у колгоспі було чотири гусеничних трактори, два комбайни, один буряковий, плуги та сівалки. В 1950-х роках колгосп брав участь у ВДНГ у Москві, де був відзначений за високі урожаї цукрових буряків. У 1953—1964 роках у колгоспі суттєво зросло поголів'я худоби: великої рогатої — з 273 до 850 голів, свиней — з 331 до 1500. Урожайність зернових у 1955—1960 роках зросла з 16,5 до 23,5 центнерів із гектара.
У 1955 році збудовано нову будівлю сільського універмагу, в 1957 — встановлено стаціонарну кіноустановку, в 1958 — зведено нову контору колгоспу. У 1959 році село було радіофіковане, в 1960—1961 роках — електрифіковане. У 1962 році збудовано шкільне приміщення на дві класні кімнати. У 1962—1963 роках зроблено нову греблю і утворено ставок у центрі села. У 1964 році відкрито поштове відділення, в 1964—1965 — дитячий садок, в 1966 — медпункт.
У 1970 році до села прокладено шосейну дорогу, з 1972 року почав курсувати автобус. Станом на 1972 рік у селі діяли колгосп «Жовтнева революція», восьмирічна школа, бібліотека і клуб. Земельні угіддя колгоспу займали 2152 га, у тому числі орна земля 1565 га. У 1979 році в селі встановлено пам'ятник 168 односельцям, загиблим у Другій світовій війні. У 1982 році збудовано нову школу, в 1989 — двоповерховий адміністративний будинок, у якому розмістилися контора колгоспу, сільська рада, пошта та ощадкаса.

#### У складі незалежної України
В 1993—1994 роках було впорядковано центр села. В 1994 році закінчено новий будинок культури. З грудня 1996 року в селі діяв невеликий базар. У 2022 році в рамках державної програми «Інтернет-субвенція» до місцевої бібліотеки було під'єднано швидкісний Інтернет із запланованою швидкістю 100 Мб/с.

## Церква

### Храм
За народним переказом, до 1839 року в селі існувала стара дерев'яна трибанна церква, при якій була невелика стара дзвіниця. У 1839 році на її місці було зведено новий дерев'яний храм коштом графа Потоцького та парафіян. У 1850-х роках селяни Куничого придбали дзвіницю старого храму в сусідньому селі Левків, що був розібраний після зведення там нового храму. У 1869 році до куницького храму прибудували притвор, над яким облаштували дзвіницю. Цей храм продовжував існувати щонайменше станом на 1901 рік.

### Парафія
З 1864 року діяла церковнопарафіяльна школа. У 1884 році коштом поміщика Бжозовського (Березовського) були збудовані приміщення для причту. Станом на 1901 рік церковна земля в Куничому займала 31 десятину 2282 сажні, зокрема садибна — 3 десятини 1048 сажнів, орна в трьох змінах — 31 десятину 1126 сажнів, сінокісна з кущами — 16 десятин 1508 сажнів.

### Священники
- Даниїл Кілугер (Калугер) — парох Куничого, згадуваний в актах XVIII століття, був рукоположений уніатським митрополитом Пилипом Володковичем[57][8].
- Феодор Лукашевич (з 1782 року)[8].
- Ілля Судакевич (у 1794—1825 роках) — помер у Куничому в 1825 році[8].
- Пантелеймон Басилевич (Базилевич) (у 1826—1835 роках, за іншими даними — в 1828—1833) — зять Іллі Судакевича, був рукоположений архієпископом Подільським і Брацлавським Ксенофонтом. Згодом був переміщений у Северинівку того ж повіту, де помер у 1879 році[8][58].
- Петро Судакевич (у 1835—1884 роках) — син Іллі Судакевича[8].
- Гавриїл Лапинський (у 1885—1895 роках) — колишній священник передмістя м. Вінниці Старі Хутори (нині село Вінницькі Хутори), родом з Верхівки. Помер у Куничому в 1895 році[59].

## Населення

### Чисельність
- За даними на 1883 рік, у Куничому були 141 двір і 1092 жителі[48].
- За даними на 1885 рік, у Куничому було 218 дворів і 1476 жителів[60].
- За даними на 1893 рік, у Куничому було 194 двори і 1557 жителів[17].
- За переписом 1897 року в Куничому був 1841 житель[61].
- За даними на 1901 рік, у Куничому було близько 2000 жителів[8].
- За даними на 1905 рік, у Куничому було 429 дворів і 1871 житель[5].
- За даними на 1925 рік, у Куничому було 510 господарств і 2021 житель[18].
- За даними на 1972 рік, у Куничому було 1406 жителів[4].
- За переписом 1989 року постійне населення Куничого становило 827 жителів. Наявне населення становило 836 жителів[62].
- За переписом 2001 року постійне населення Куничого становило 736 жителів. Наявне населення становило 730 жителів[63][64].
- За даними на 1 січня 2024 року, населення Куничого становило 415 жителів[1].

|         | 1883 рік | 1885 рік | 1893 рік | 1897 рік | 1901 рік | 1905 рік | 1925 рік | 1972 рік | 1989 рік | 2001 рік | 2024 рік |
| ------- | -------- | -------- | -------- | -------- | -------- | -------- | -------- | -------- | -------- | -------- | -------- |
| Жителів | 1092     | 1476     | 1557     | 1841     | ~2000    | 1871     | 2021     | 1406     | 827      | 736      | 415      |
| Дворів  | 141      | 218      | 194      | —        | —        | 429      | 510      | —        | —        | —        | —        |

### За статтю та віком
- За переписом 1897 року в Куничому серед 1841 жителів було 923 чоловіки (50,14 %) та 918 жінок (49,86 %)[61].
- За переписом 1989 року в Куничому серед 827 жителів постійного населення було 302 чоловіки (39,09 %) та 525 жінок (60,91 %). Серед 836 жителів наявного населення було 308 чоловіків (36,84 %) та 528 жінок (63,16 %)[62].
- За даними на 2024 рік, у Куничому серед 415 жителів було зареєстровано 150 чоловіків (36,14 %; з них 15 чоловіків 18—26 років та 101 чоловік 27—59 років), 201 жінка (48,43 %), 49 дітей до 14 років (11,8 %) й 14 дітей 14—17 років (3,37 %)[1].

| Зареєстровано всього | Чоловіків | Чоловіків | Чоловіків | Чоловіків | Жінок | Жінок | Дітей до 14 років | Дітей до 14 років | Дітей 14—17 років | Дітей 14—17 років |
| Зареєстровано всього | Всього    | %         | 18—26     | 27—59     | осіб  | %     | осіб              | %                 | осіб              | %                 |
| -------------------- | --------- | --------- | --------- | --------- | ----- | ----- | ----------------- | ----------------- | ----------------- | ----------------- |
| 415                  | 150       | 36,14     | 15        | 101       | 201   | 48,43 | 49                | 11,8              | 14                | 3,37              |

### За мовою
- За переписом 2001 року в Куничому серед 736 жителів постійного населення 733 людей (99,59 %) вказали рідною мовою українську, 2 людини (0,27 %) — російську, 1 людина (0,14 %) — молдавську[63][65].

| Мова       | Кількість | Відсоток |
| ---------- | --------- | -------- |
| українська | 733       | 99,59 %  |
| російська  | 2         | 0,27 %   |
| молдавська | 1         | 0,14 %   |
| Усього     | 736       | 100 %    |

### За релігією
- За переписом 1897 року в Куничому серед 1841 жителів було 1824 православних (99,08 %)[61].
- За даними на 1901 рік, у Куничому було близько 2000 православних парафіян[8].

## Економіка
Станом на 2024 рік у селі Куниче було зареєстровано 2 фермерських господарства і 1 торговельний магазин.

## Транспорт
Через Куниче проходить автомобільна дорога загального користування місцевого значення О020905 Шарапанівка — Куниче — Соколівка. Також із Куничого веде автомобільна дорога місцевого значення С022005 Савинці — Китайгород — Куниче. Станом на 2022 рік діяло автобусне сполучення Крижопіль — Жабокрич — Соколівка — Куниче.

## Пам'ятки

### Пам'ятки археології
Поблизу села Куниче виявлено 5 стародавніх поселень, що включені до переліку пам'яток археології місцевого значення Вінницької області:
- 2 поселення епохи бронзи (2-ге тисячоліття до н. е.) — відкриті у 2003 році М. В. Потупчиком.
- 1 слов'янське городище (IX—XI століття) — відкрите в 1901 році Є. Сецинським (Юхимом Сіцінським).
- 2 поселення періоду Київської Русі (Х—ХІІІ століття) — відкриті у 2003 році М. В. Потупчиком.

У джерелах 2-ї половини XIX століття — початку XX століття згадуються два городища:
- Одне з городищ, згідно з відомостями за 1873 рік, розташовувалося за дві версти від села Куниче, на полі поблизу лісу Ілляшівського маєтку. За описом, воно знаходилося на високому місці над яром та мало конусоподібну форму; периметр складав 250 сажнів[69]. У 1901 році Юхим Сіцінський описав, імовірно, той самий об'єкт: городище, розташоване на межі полів села Ілляшівка, за одну версту на північ від Куничого, що було оточене валом і ровом глибиною та шириною близько 3 сажнів; укріплений простір займав площу близько 2 десятин[7].
- Інше городище, згідно з відомостями за 1873 рік, знаходилось у межах села, на високому березі ставка. Наприкінці XVIII століття під час його розкопок селяни виявили два дзвони середнього розміру: один був переплавлений для церковних потреб, інший — зберігся і використовувався церквою. Городище мало квадратну форму зі сторонами по 30 сажнів та периметром 120 сажнів і було оточене валами. Також під час розкопок було знайдено підкови (ймовірно, кінські) та дрібні частини збруї, що дало підстави вважати городище залишком колишнього укріплення[69].

Сіцінський у 1901 році підтверджував перекази про знахідки дзвонів у центрі села поблизу «замку», які були переплавлені на Немирівському заводі й використовувалися надалі, а також згадував, що під час обробітку городів із землі викопували золоті прикраси — браслети, персні, сережки тощо, а на «Замчищі» на південній стороні села — також залізні сокирки, наконечники списів, коси, чавунні кулі та срібні монети із зображенням вершника. Згідно зі звітом Імператорської археологічної комісії за 1909—1910 роки, у 1910 році на селянській садибі в селі Куниче було знайдено дві срібні польські та дві мідні шведські монети XVII століття.

### Пам'ятки історії
- Пам'ятка «Пам'ятник 168 воїнам — односельчанам, загиблим на фронтах ВВВ» — відкрито в 1979 році, пам'ятка історії місцевого значення[71].

## Відомі люди

### Учасники визвольних змагань
- Васьківський (Васьковський) Стах (1895 — після 1927) — повстанець, військовий, громадський діяч, інженер-лісівник; звання — вояк Армії УНР. Народився в Куничому[72].
- Щербатий Філімон Тихонович (1902—1924) — вояк Армії УНР. Народився в Куничому. Воював у загоні Дорошенка, потім в еміграції в Бессарабії. У березні 1924 року засуджений до розстрілу надзвичайною сесією Одеського губсуду під головуванням Леоніда Заковського. Розстріляний 8 липня 1924 року за наказом т. в. п. голови надзвичайної сесії губсуду та начальника губвідділу ДПУ Гаріна[73].

### Діячі радянського періоду
- Козак Г. М. — кавалер ордена Леніна, колишній голова колгоспу. Проживав у Куничому станом на 1972 рік[4].
- Коношевська Ф. М. — заслужена вчителька УРСР. Проживала в Куничому станом на 1972 рік[4].
- Коломійчук Монтій (Леонід) Михайлович — кандидат технічних наук (1965), доцент (1968), викладав в Одеському електротехнічному інституті зв'язку. Учасник Другої світової війни, у тому числі фінської кампанії. Автор 13 наукових праць, 6 методичних посібників[3].
- Козак Павло Васильович — заступник міністра фінансів Молдавської РСР. Учасник Другої світової війни[3].
- Тімина Іван Степанович — голова колгоспу в 1960-х роках. Під його керівництвом створено нову греблю та ставок (1962—1963), збудовано дитячий садок (1964—1965) і медпункт (1966)[3].
- Підласко Тихін Васильович (1930—1987) — агроном, журналіст, поет, краєзнавець, колишній редактор тульчинської районної газети «Зоря комунізму», автор публікацій краєзнавчої тематики в пресі. Народився в Куничому[74].
- Нагірняк Іван Матвійович (нар. 1933) — полковник (1965), командувач реактивного дивізіону в НДР (1965—1971), заступник коменданта Москви (1971—1974), старший викладач у Московському геологорозвідувальному інституті (1974—1986)[3].
- Єроменко Григорій Макарович — голова колгоспу з 1977 року. Під час його керівництва було збудовано нову школу (1982), адміністративний будинок (1989), будинок культури, торгово-побутовий комплекс, меморіал загиблим у Другій світовій війні, проведено озеленення центру села, впорядковано центральну площу[3].

### Учасники російсько-української війни
- Танцюра Анатолій Васильович — старший лейтенант, командир артилерійської бойової частини середнього десантного корабля «Юрій Олефіренко» 29-го дивізіону надводних кораблів Флотилії Військово-морських сил Збройних сил України. Житель Куничого. Нагороджений військовою відзнакою «Хрест бойових заслуг» (2022)[75].

### Військовослужбовці, які загинули під час російсько-української війни
- Гринчак Андрій Михайлович (1996—2023) — старший солдат, номер обслуги гранатометного відділення 61-ї окремої механізованої бригади. Житель Куничого. Загинув 3 січня 2023 року під час виконання бойового завдання поблизу міста Соледар Бахмутського району Донецької області внаслідок артилерійського та мінометного обстрілів[76][77].
- Барбарський Євгеній Васильович (1978—2023) — старший солдат, медик лікувального відділення розвідувального взводу медичної роти, 5 бригада. Житель Куничого. Загинув 3 травня 2023 року під час виконання бойового завдання в районі населеного пункту Костянтинівка Донецької області. Нагороджений орденом «За мужність» ІІІ ступеня (посмертно)[78].
- Редька Іван Володимирович (1995—2025) — старший солдат, старший сапер-оператор відділення розгородження взводу розгородження роти розгородження. Народився в Куничому. Помер 4 січня 2025 року[79].